# Оловянников, Николай Ефимович
Никола́й Ефи́мович Оловя́нников (22 декабря 1922, Медвенка, Курская губерния — 15 апреля 2021, Москва) — советский лётчик штурмовой авиации во время Великой Отечественной войны, Герой Советского Союза (26.10.1944). Полковник.

## Биография
Родился 22 декабря 1922 года в селе Медвенка (ныне посёлок городского типа Курской области) в семье крестьянина. Русский. После смерти отца мать с тремя детьми в 1930 году переехала в посёлок Константиновка, ныне город Донецкой области Украины. Там окончил 8 классов школы и аэроклуб.
В Красной Армии с 28 июня 1941 года. В 1943 году окончил Ворошиловградскую военно-авиационную школу пилотов (действовала в эвакуации в Уральске, Казахская ССР). Участник Великой Отечественной войны с июля 1943 года, всю войну прошёл в составе 312-го штурмового авиационного полка. Член ВКП (б) с 1944 года.
Николай Оловянников выполнил свой первый боевой вылет 12 июля 1943 года в ходе Курской битвы, участник Смоленской наступательной операции, операции «Багратион», Восточно-Прусской операции и штурма Кёнигсберга.
Командир звена 312-го штурмового авиационного полка 233-й штурмовой авиационной дивизии 4-й штурмовой авиационный корпус 4-й воздушной армии 2-го Белорусского фронта лейтенант Николай Оловянников к августу 1944 года совершил 100 боевых вылетов, уничтожил 2 самолёта на аэродромах, 5 танков, 15 железнодорожных вагонов, много другой военной техники врага.
Указом Президиума Верховного Совета СССР от 26 октября 1944 года за образцовое выполнение боевых заданий командования на фронте борьбы с немецко-фашистскими захватчиками и проявленные при этом мужество и героизм, лейтенанту Оловянникову Николаю Ефимовичу присвоено звание Героя Советского Союза с вручением ордена Ленина и медали «Золотая Звезда».
Всего за годы войны Николай Ефимович Оловянников совершил 212 боевых вылетов. В последний раз уже в должности заместителя командира эскадрильи штурмовал войска противника 7 мая 1945 года на побережье Балтийского моря в районе Свинемюнде.
После войны продолжал службу в ВВС СССР. В 1950 году окончил Высшие лётно-тактические курсы усовершенствования офицерского состава, а в 1956 году — Военно-воздушную академию. С 1956 года служил начальником штаба истребительного авиационного полка и начальником разведки истребительной авиационной дивизии. С августа 1962 года гвардии полковник Н. Е. Оловянников — в запасе.
Работал в Московском институте нефтехимической и газовой промышленности: лаборантом кафедры военной специальной подготовки в 1963—1964 годах, учебным мастером кафедры в 1964—1965, 1966—1976, 1977—1981 годах, начальником отдела кадров в 1965—1966 годах, заведующим лабораторией военной кафедры в 1976—1977 годах, старшим лаборантом кафедры в 1981—1992 годах, мастером производственного обучения в 1992—1993 годах, инженером военной кафедры в 1993—1995 годах. С 1963 по 1995 год — председатель партбюро военной кафедры этого учебного заведения, многие годы — бессменный председатель Совета ветеранов института.
Награждён орденом Ленина (26.10.1944), тремя орденами Красного Знамени (3.02.1944, 28.02.1945, 25.05.1945), двумя орденами Отечественной войны 1-й степени (12.07.1944, 11.03.1985), двумя орденами Красной Звезды (8.10.1943, 30.12.1956), медалью «За боевые заслуги» (19.11.1951), медалью «За взятие Кёнигсберга», медалью «Ветеран труда» (1987), рядом других медалей СССР и России.
Скончался 15 апреля 2021 года.